# 太陽野郎
『太陽野郎』（たいようやろう）とは、1967年11月18日から1968年4月20日にかけての毎週土曜日、夜8時に日本テレビ系にて放映された夏木陽介主演のテレビドラマである。

## 概要
本作は、『青春とはなんだ』（1965年 - 1966年）、『これが青春だ』（1966年 - 1967年）、『でっかい青春』（1967年 - 1968年）といった一連の青春ドラマを制作した日本テレビ、東宝、テアトルプロの体制、スタッフで、本作の北海道篇の制作、ロケ地提供にも協力したソダ・シャロレー牧場の牧場主・曾田玄陽をモデルに企画制作された。
フランスで牧畜を学んだ青年・玄田健介（夏木陽介）が、北海道にある倒産寸前の牧場、熊谷牧場にシャロレー種という牛を導入して再建に乗り出す前半の北海道篇と後半第12話からは、富士山麓の牧場に移って活躍する富士山麓篇に分かれる。
全話に出演しているレギュラーは、夏木を含めて北原真紀、藤木悠、矢野間啓治、頭師孝雄の5人。
1991年1月13日放送の『テレビ探偵団』では、ゲスト・田中義剛の思い出の作品として本作が取り上げられ、オープニングと本編の一部の映像が紹介された。

## 放送データ
- 放送期間：1967年11月18日 - 1968年4月20日
- 放送時間：毎週土曜日 20:00 - 20:56
- 放送回数：全23話
- 放送形態：モノクロ16ミリフィルム

## キャスト
- 玄田健介：夏木陽介
- 三木等（牧場の会計係）：藤木悠
- 熊谷ユリ（熊谷信三の娘）：北原真紀
- 熊谷信三（熊谷牧場の場長）：水島道太郎
- 磯部金太郎：田中春男
- 磯部鉄（磯部の息子）：工藤堅太郎
- 山崎（獣医）：有島一郎
- 山崎千鶴（山崎の娘）：喜浦節子
- お芳：菅井きん
- 石戸志郎：頭師孝雄
- 馬場十三：市原清彦
- 犬丸万平：地井武男
- 矢野拳：矢野間啓治
- 六助：木下陽夫
- 三吉：石黒高志
- 高島稔
- 美佐子（バーのマダム）：北あけみ
- 奈津江（バーのマダム）：北川町子
- 宮内恵子
- 小山内三郎：井上昭文
- 佐久間章子（佐久間牧場の場長）：岩本多代

## スタッフ
- 脚本：須崎勝弥、桜井康裕、倉本聰、米谷純一
- 監督：松森健、児玉進、土屋統吾郎
- 音楽：いずみたく
- 制作：日本テレビ、東宝テレビ部、テアトル・プロ
- 協力：ソダ・シャロレー牧場（第13話までクレジット、現シャロレー牧場）[2]

## 主題歌及び挿入歌
主題歌「太陽野郎」
作詞：岩谷時子 / 作曲：いずみたく / 編曲：寺内タケシ / 唄：寺内タケシとバニーズ
挿入歌「ワールド・ボーイ」
作詞：山上路夫 / 作曲：いずみたく / 唄：寺内タケシとバニーズ

## サブタイトル
| 各話   | 放送日          | サブタイトル             | 脚本     | 監督       | ゲスト                                                        |
| ------ | --------------- | ------------------------ | -------- | ---------- | ------------------------------------------------------------- |
| 第1話  | 1967年 11月18日 | 夜明け前                 | 須崎勝弥 | 松森健     |                                                               |
| 第2話  | 11月25日        | 七つのカウボーイハット   | 須崎勝弥 | 松森健     |                                                               |
| 第3話  | 12月2日         | 消えた白牛               | 倉本聡   | 松森健     | 野々浩介                                                      |
| 第4話  | 12月9日         | ダイヤを探せ             | 上條逸雄 | 児玉進     | 河村憲一郎、松原マモル                                        |
| 第5話  | 12月16日        | 男のつぐない             |          | 松森健     | 宮口精二、南道郎                                              |
| 第6話  | 12月23日        | 燃えろ!荒野              |          | 児玉進     | 笠置シズ子、木下悦子、奥野浩毅                                |
| 第7話  | 12月30日        | 札つきはごめんだ!        |          | 児玉進     | 渚健二                                                        |
| 第8話  | 1968年 1月6日   | 愛は空を駆ける           | 倉本聰   | 松森健     | 豊浦美子                                                      |
| 第9話  | 1月13日         | 百年目の敵               |          | 松森健     | 柳谷寛、吉田義夫、石川登、金平みさ                            |
| 第10話 | 1月20日         | 闘いの川                 | 米谷純一 | 松森健     |                                                               |
| 第11話 | 1月27日         | カウボーイハット都へ行く | 須崎勝弥 | 児玉進     | 加東大介、見明凡太郎、三遊亭歌奴                              |
| 第12話 | 2月3日          | 新しき大地               | 倉本聰   | 松森健     | 加東大介                                                      |
| 第13話 | 2月10日         | 風雲の丘                 | 倉本聰   | 松森健     | 藤田進、本郷淳                                                |
| 第14話 | 2月17日         | 一粒の麦                 | 上条逸雄 | 松森健     | 木田三千雄、東郷晴子、山岸映子 田中美恵子、清水元、松原マモル |
| 第15話 | 2月24日         | 頑張れ!じゃじゃ馬        |          | 児玉進     | 十朱久雄、松本めぐみ                                          |
| 第16話 | 3月2日          | あにいもうと             | 桜井康裕 | 松森健     | 三宅邦子、北川美佳                                            |
| 第17話 | 3月9日          | 我らの英雄               | 倉本聰   | 松森健     | 高橋長英                                                      |
| 第18話 | 3月16日         | さらば用心棒             | 米谷純一 | 児玉進     | 睦五郎、桐野洋雄                                              |
| 第19話 | 3月23日         | 悲しみに胸を張れ         | 上条逸雄 | 児玉進     | 田中晋二、紅理子、天路圭子                                    |
| 第20話 | 3月30日         | 小さな挑戦者             | 米谷純一 | 松森健     | 島かおり、美川陽一郎                                          |
| 第21話 | 4月6日          | 牧場の花嫁               |          | 松森健     | 平田昭彦                                                      |
| 第22話 | 4月13日         | いのち                   |          | 土屋統吾郎 | 青木義朗、立岡洸、杉田康 浅沼創一、杉田里佳                   |
| 第23話 | 4月20日         | 北帰行                   | 須崎勝弥 | 松森健     |                                                               |

## 書籍
- 須崎勝弥著者代表『太陽野郎』（昭和43年3月20日）・続篇（昭和43年5月25日）（のち『大地を駈ける青春』上・下巻に改題）、ルック社刊
- テレビ小説『太陽野郎』（「中学三年コース」昭和43年5月号第3付録）、学研刊
  - 収録話は「夜明け前」「消えたシャロレー」「悲しきSOS」「愛の勝利」の4篇。

## 参照
1. ↑  「太陽野郎で熊谷百合を演じる北原真紀」（『毎日新聞』昭和42年9月19日夕刊）
2. ↑  シャロレー牧場

| 日本テレビ系 土曜20:00枠 | 日本テレビ系 土曜20:00枠 | 日本テレビ系 土曜20:00枠                                |
| 前番組                   | 番組名                   | 次番組                                                  |
| ------------------------ | ------------------------ | ------------------------------------------------------- |
| ぜったい多数             | 太陽野郎                 | 三船敏郎シリーズ （平行してプロ野球中継） ※20:00～21:26 |